# Kampement 10de bataljon

Gouverneur-generaal van Nederlands-Indië Alidius Tjarda van Starkenborgh Stachouwer (2e van rechts) en legercommandant luitenant-generaal Hein ter Poorten (rechts) arriveren op 17/18 april 1942 in het kampement van het 10e bataljon te Batavia voor hun internering door de Japanners

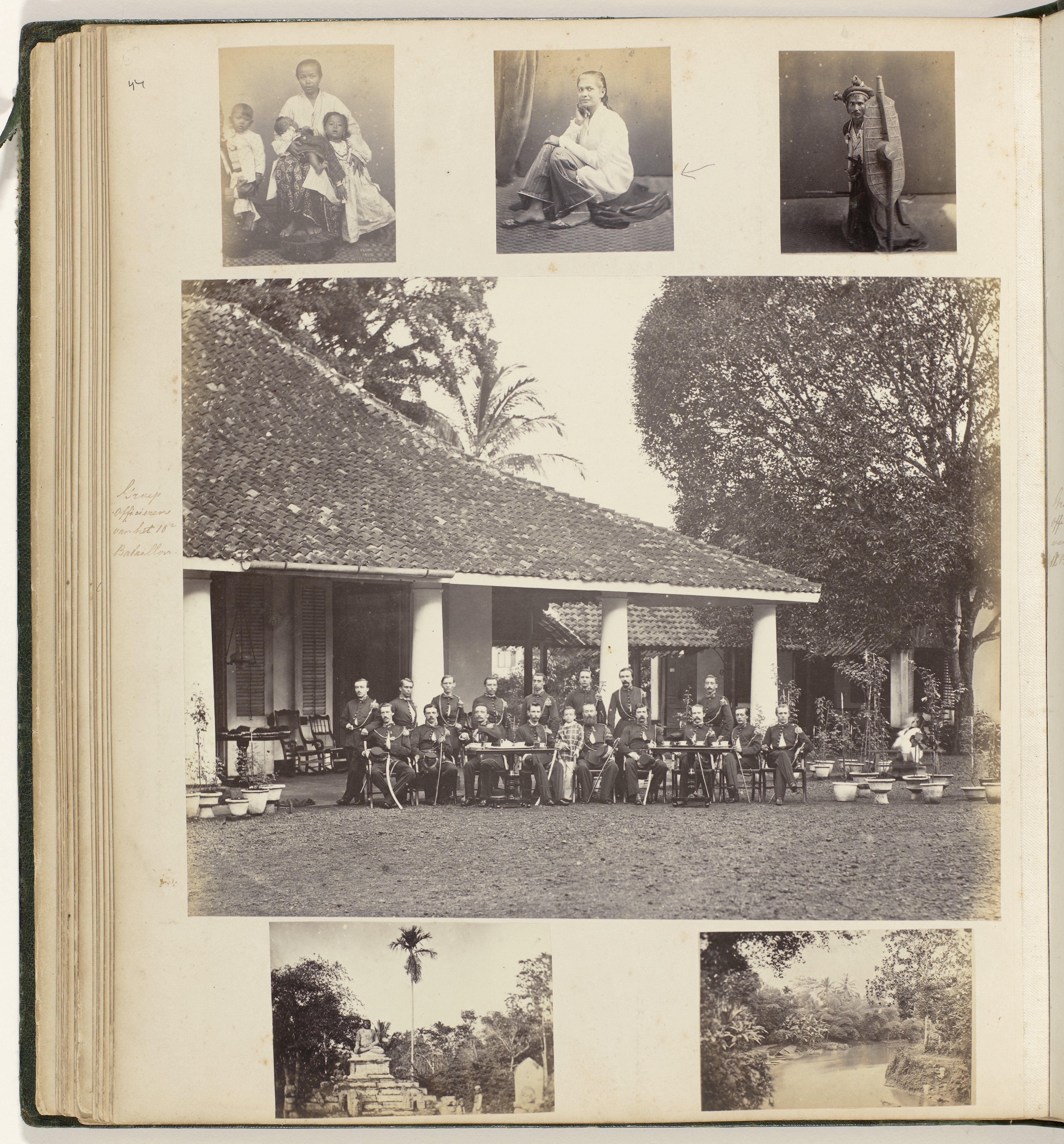
Groepsfoto van het 10e bataljon in 1866

Het kampement 10e Bataljon Infanterie van het KNIL of kortweg het 10de Bataljon was het kamp van een militair bataljon gelegerd in Batavia. De kazerne lag aan het Waterlooplein in het oude centrum van Batavia, iets ten oosten van het stadscentrum. 

## Japanse bezetting
Dit kampement was tijdens de Japanse bezetting van Nederlands-Indië in de periode van april 1942 tot 23 augustus 1945 een permanent krijgsgevangenenkamp en vanaf 24 augustus 1945 een beschermings- en opvangkamp in verband met de Bersiapperiode. Het kamp staat ook bekend als het Cycle Camp voor Engelsen en als het Java Main Camp voor de Japanse administratie. Het kamp kreeg de naam Cycle Camp omdat een deel van het kamp werd gevormd door de onderkomens van een compagnie wielrijders.
Het was gedurende de gehele Japanse bezetting een doorgangskamp voor krijgsgevangenen die op transport gingen naar Sumatra, Singapore, Birma, Thailand, Indo-China en Japan. Dit waren de zogenaamde Java Parties. Deze krijgsgevangenen werden met zogeheten helleschepen vervoerd naar elders. Een van de schepen was de Junyo Maru, die getorpedeerd werd op 17 september 1944 waarbij duizenden krijgsgevangenen van het 10e Bataljonkamp om het leven kwamen.
Van september 1942 tot en met februari 1944 was Kenichi Sonei commandant van het kampement. Daarna werd hij overgeplaatst naar Kamp Tjideng. Na de oorlog werd Sonei gearresteerd en ter dood veroordeeeld wegens  systematisch terreurbewind, herhaaldelijke en onnodige mishandeling, onthouding van voedsel en zorg, wat lichamelijk en geestelijk lijden ten gevolg had en de dood veroorzaakte van veel geïnterneerden. Op 7 december 1946 werd het vonnis door een Nederlands vuurpeloton ten uitvoer gebracht, nadat een verzoek tot gratie aan de Nederlandse gouverneur-generaal Hubertus van Mook was afgewezen. Van Mook's echtgenote was een van Sonei's gevangenen in Tjideng geweest.

### Special Party
In het kamp bevonden zich ook ongeveer 400 prominenten van de zogenaamde Special Party. Dit waren hoge ambtenaren en militairen die in handen vielen van de Japanners.
Een van deze prominenten was de laatste gouverneur-generaal van Nederlands-Indië, Alidius Tjarda van Starkenborgh Stachouwer. Ook Luitenant-generaal Hein ter Poorten bevond zich in eerste instantie in dit kamp. De prominenten werden op 28 december 1942 op transport gesteld naar Singapore en Formosa (het huidige Taiwan) en later werden zij verder naar Mantsoerije in Noord-China gebracht.

### Tijdelijke kampen
In de periode van grootste aanvoer van de verschillende groepen krijgsgevangenen uit Java vanaf april 1942 tot eind 1943, zijn in Batavia-centrum nog enkele tijdelijke kampen geweest. Van deze kampen is weinig concrete informatie bekend. Volstaan wordt daarom enkel met de opsomming ervan:
- Groot Militair Hospitaal aan de Hospitaalweg. Hier verbleven gemiddeld 100 zieke en verzwakte krijgsgevangenen.
- Prins Hendrikschool aan de Schoolweg. Daar verbleven ongeveer 50 krijgsgevangenen.
- Chinese School op Senen huisvestte enkele tientallen krijgsgevangenen.
- Algemene Middelbare School aan de Oranje Boulevard. Dit betrof een hulp-kampziekenhuis van het 10e Bataljon.

Het kampcomplex werd in de jaren zestig aangewend voor de bouw van Hotel Borobudur dat uiteindelijk in 1974 opende.